# 高雄の歴史
高雄の歴史（たかおのれきし）では台湾高雄地区の歴史を概説する。高雄が史料に出現するのはオランダ統治時代に遡ることができる。高雄の旧称は打狗と打鼓があり、明代から清代にかけての文献には双方が使用され、高雄の名称は日本統治時代になり改称されたものである。15世紀以前、打狗は平埔族シラヤ族（Siraya）の支族であるマカタオ族（Makatao）の居住地であり、オランダ人によりTankoyaと、打狗港はTancoiaと称されていた。マカタオ語でTakauは「竹林」を意味し、「打狗」はその音訳である。現在、考古学の調査により高雄地区では7000年前には人類の活動があったと考えられている。文献に出現するのは1603年（万暦31年）、明朝の将軍であった沈有容が水師を率いて澎湖・台湾に至り倭寇討伐を行った際、従軍した福建人の陳第が著した『東番記』の中に打狗嶼との名称で出現したのが初見とされる。日本では、室町時代から江戸時代初期にかけての台湾を「高山国」、「高砂」と称し、そのいずれもが「タカサグン」からの転訛という。これは、商船の出入した西南岸の打狗山（現・高雄）がなまったものと思われる。

## 先史文化

考古遺跡の位置と古代高雄の海岸線

高雄地区で最も古い遺跡は約4700年から5200年前のものである。現在発見された遺跡は多くが古高雄湾周辺の丘陵上に位置し、寿山遺跡、龍泉寺遺跡、桃子園遺跡、左営旧城遺跡、左営遺跡、後勁遺跡、覆鼎金遺跡、鳳鼻頭遺跡などが発見されている。その中でも左営旧城遺跡からは漢人系の土師器と須恵器が発見され、漢人文化との関連性が強い遺跡として注目されている。それらの遺跡により推測される先史文化は大坌坑文化、牛稠子文化、大湖文化、蔦松文化、漢文化に分類され、龍泉寺遺跡は推定される年代と文献に記録されるマカタウ族の活動時期と重複し、その両者が相当に関連している可能性が指摘されている。現在発見されている遺跡は何れも開発により破壊されているものが多いが、龍泉寺遺跡は比較的完全な状態で発見されており、また鳳鼻頭遺跡や左営旧城遺跡の一部も保存状態が良好である。
遺跡から出土した遺物により、当時の古高雄湾は潟湖の状態であり、狩猟採取を中心とした生活様式であったと推測されている、しかし斧や鋤の形状の遺物も出土しており、併せて農業も行われていたとも考えられている。

### 鳳鼻頭遺跡（2000年から6000年前）
鳳鼻頭文化は台湾で発見された新石器文化を代表する文化であり、大陸の影響を強く受けた文化である。鳳鼻頭文化は長期にわたり継続し、多くの文化層が重複して発見されている。その分布範囲は台湾西岸中南部に分布し、高雄県林園郷の鳳鼻頭遺跡が代表的な遺跡となっており、各時期の文化特徴が鳳鼻頭遺跡により確認できることより鳳鼻頭文化と命名された。鳳鼻頭遺跡は隆起した海岸部と沖積平野に分布し、日本統治時代に発見されている。遺跡からは大坌坑文化、繩紋紅陶文化、夾砂紅、灰陶文化などの異なる文化が確認され、現在台湾での重要な遺跡として位置づけられている。
鳳鼻頭遺跡は下記の文化層により構成されている
- 大坌坑文化：典型な大坌式縄紋土器を使用（約4700年から5200年前）
- 牛裯子文化：縄紋紅色土器を使用（約3500年前）。農業、漁業、狩猟の複合生活様式が確認される。
- 鳳鼻頭文化：貝塚と紅褐素面夾砂陶が特徴（約3500から2000年前）。農業を中心とし、人口が増大した時期。

### 桃子園遺跡（3000年から4500年前）
桃子園貝塚は北柴山西北の旧桃子園集落の海岸に位置し、高雄市で最初に発見された遺跡である。遺跡からは土器、石器などの遺物が出土し、貝塚および棺廓墓葬跡も出土している。出土土層は牛稠子文化から大湖文化層にかけてであり、農業、漁業、狩猟を複合させた生活様式であったと推測されている

### 左営旧城遺跡（400年から1300年前）
左営旧城遺跡は左営旧城南門の北側、半屏山西南端と蓮池潭西北岸の間に位置する遺跡。遺跡からは赤褐色的籠目紋、魚紋、方格紋などの土器のほか、左営貝塚と称される貝塚も発見されている。その文化は大湖文化類型および清代の漢文化に属している。

### 龍泉寺遺跡（400年から2000年前）
龍泉寺遺跡は高雄寿山東側斜面の比較的に平坦な地域に位置し、高雄地区の先史文化の遺物が最も豊富に分布する遺跡である。龍泉寺遺跡は今から約400年から2000年前の蔦松文化に属している。多くの貝塚が分布しているのが特徴であり、「小渓貝塚」と総称されている。

### 平埔族—マカット族の時代（1624年以前）
今から約2000年から400年前、柴山は周囲を海に囲まれ、遠浅の地形を形成しており、当時の高雄地区にはマカット族が集落を形成していた。1944年に小川尚義はは、マカット族為シラヤ族の支族であり、平埔族に属していると発表した。原居は鳳山地方から淡水渓（高屏渓）流域であり、その部落は高雄一帯の山岳部および河岸に分布し、柴山、覆鼎金、桃子園、打狗港一帯が主居住地であったが、後に屏東平原の山麓地帯（現在の屏東県新埤郷、内埔郷、高樹郷一帯）、恒春、退台東方面に進出したと述べている。『台湾府志』では「鳳山八社」の記述があり、マカット族の有力な集落として放索、阿猴、塔楼、加藤、武洛、力力、上淡水、下淡水の8社群の名称が記録されている。またこれらの居住地はパイワン族の居住地に隣接しているため、パイワン族との密接な交流があったものと考えられている。
当時の高雄地区は潟湖が広がり豊富な魚介類が棲息したことから漁労採取による生活様式が誕生し、その不用物を廃棄、堆積したものが今日貝塚となって発見されている。貝塚からは動物骨格や貝殻以外に、多くの土器の破片が発掘されている。16世紀から17世紀になるとマカット族は中国や日本の倭寇の攻撃を受けるようになり、倭寇の侵入を防止するために住居の周囲に竹林を設けるようになった。竹林は防御以外に衣食住にも影響を与え、当時の高雄地区には竹林が広がっていた。その「竹林」を表す平埔語の「Takou」が閩南語により「打狗」と翻訳され、それが高雄の旧称である打狗の由来となっている。

#### 倭寇
明代の倭寇は活発に活動し、林道乾の後、万暦年間に水師は三度台湾に倭寇討伐軍を派遣している（1574年、1603年および1617年）。1603年（万暦31年）には沈有容将軍を派遣した際、従軍した陳第により『東番記』が表され、高雄を打狗嶼と初めて記録し、また当時の原住民の生活情況を記録している。

## 開墾と地方建設時期

### オランダ統治時代（1624年 - 1661年）
1624年（天啓4年）、澎湖で明朝の水師に敗れたオランダ人は台湾に進出し東インド会社を組織し、台湾の統治を開始した。当時の打狗港は台湾南部の重要な漁港であり、オランダ人は打狗をTankoya、打狗港をTancoiaと称していた。オランダ宣教師ハリンタイが表した『オランダ貿易誌』の地図では打狗山を「猿山」（Ape Berg）と記録し、18世紀のヨーロッパの地図の中に散見することができる。オランダ統治時代の台湾は5つの会議区に分けられ、高雄地区は南部地方会議区に所属していた。1630年（崇禎3年）、福建省が旱魃に見舞われると明朝の招撫を受けた鄭芝龍が福建巡撫熊文燦に対し福建より移民を台湾に入植させることを建議、これが台湾への漢人移民の嚆矢となった。

### 鄭氏政権時代（1661年 - 1683年）

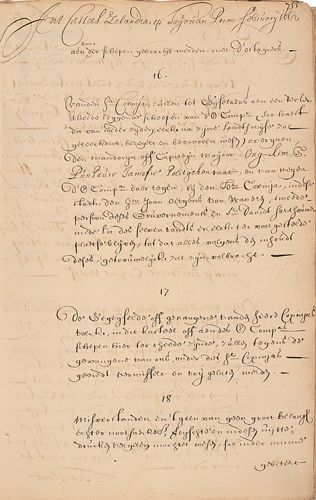
1662年、鄭成功とオランダ人の間に締結された条約

1661年（永暦15年）、鄭成功がオランダ人を台湾より駆逐すると、台湾を東都と改称、承天府、天興県、万年県の一府二県を設置、軍屯制度を施行した。万年県県治は現在の高雄市左営区に設置され、現在の高雄市、高雄県、屏東県および台南県の一部地域を統括した。また当時の鄭成功軍が屯田した左営、前鎮、右昌、後勁、前鋒尾、右沖（現在の右昌）などの地名は現在でも使用されている
1662年（永暦16年）、鄭成功が病没すると子の鄭経がその地位を継承した1664年（永暦18年）、鄭経は東都を東寧と改称し、天興、万年を州と改め承天府の所属に改めた1681年（永暦35年）に鄭経も病没、その地位は子の鄭克塽により継承された。
1683年（永暦37年、康熙22年）、清朝は福建水師提督施琅に命じ台湾を攻撃、鄭克塽は降伏し、鄭氏政権時代は終焉を迎えることとなった。

### 清朝統治時代（1683年 - 1895年）

#### 康熙年間

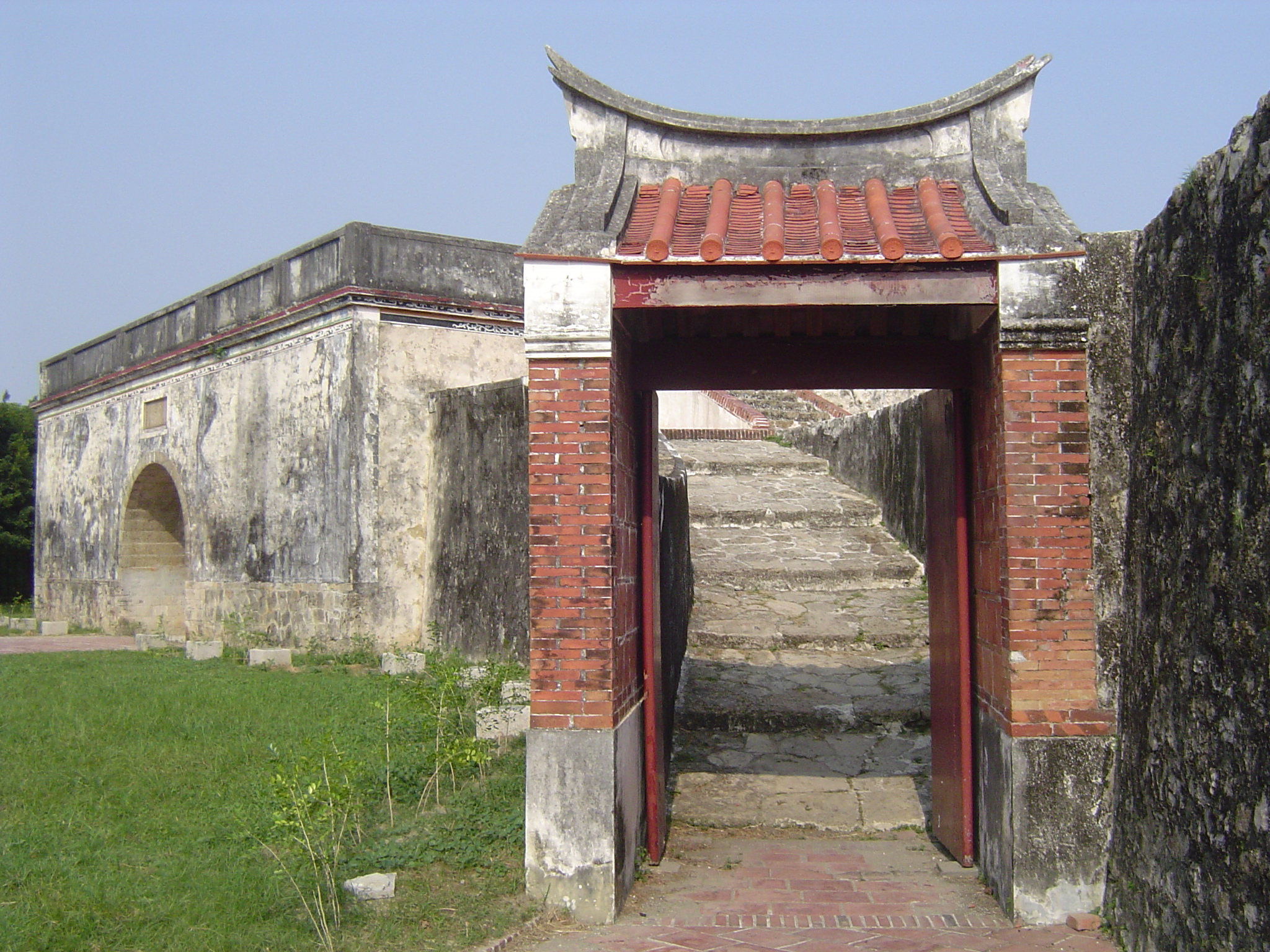
鳳山県旧城東門馬道入口

1683年（康熙22年）、施琅により台湾が清朝版図に帰属するようになると、同年7月、台湾は福建省の所管となり、翌年には台湾府および鳳山、台湾、諸羅の3県が設置された。鳳山県県治は興隆荘埤子頭（左営旧城）に設置され、初代知県に楊芳声が着任すると、1684年（康熙23年）、楊芳声は興隆莊に文廟を建立し、1704年（康熙43年）には知県の宋永清により県公署および崇聖祠を、1709年（康熙48年）には興隆里に学田90甲を設置し教育財源の確保を、翌年義学書院を文廟に隣接して建設、官学私学が盛んに行われるようになった。1719年（康熙58年）には『鳳山県志』が完成している。

#### 行政区域

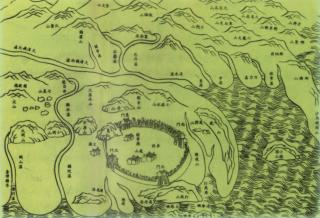
『台湾府志』中の鳳山県治図

清朝は鄭氏政権時代の承天府を廃止し台湾府を設置、万年州を台湾県、鳳山の2県とし台湾府の管轄とした。鳳山県治は埤仔頭に設置され、現在の高雄市地域は鳳山県の管轄となった。1887年（光緒13年）に行政区域の改編が行われ、台湾は3府1直隸州3庁11県となったが、1894年（光緒20年）の日清戦争により清朝は台湾および澎湖を日本に割譲するまで高雄地区は鳳山県の管轄とされた。

#### 地方建設
道光年間に鳳山県知県に就任した曹謹は1837年（道光17年）に鳳山県で発生した旱魃被害により、翌年から大規模な灌漑事業に着手した。清朝時代の台湾三大水利事業の一つに数えられる曹公圳の工事は淡水渓（高屏渓）からの農業用水を灌漑するというものであり、曹謹の離任の際には群民が県城で送別し、灌漑施設に曹謹を記念し曹公圳と命名、さらに曹公祠（現在の曹公廟）を建立している。曹公圳は現在も一部灌漑および排水機能を有している。

#### 打狗港

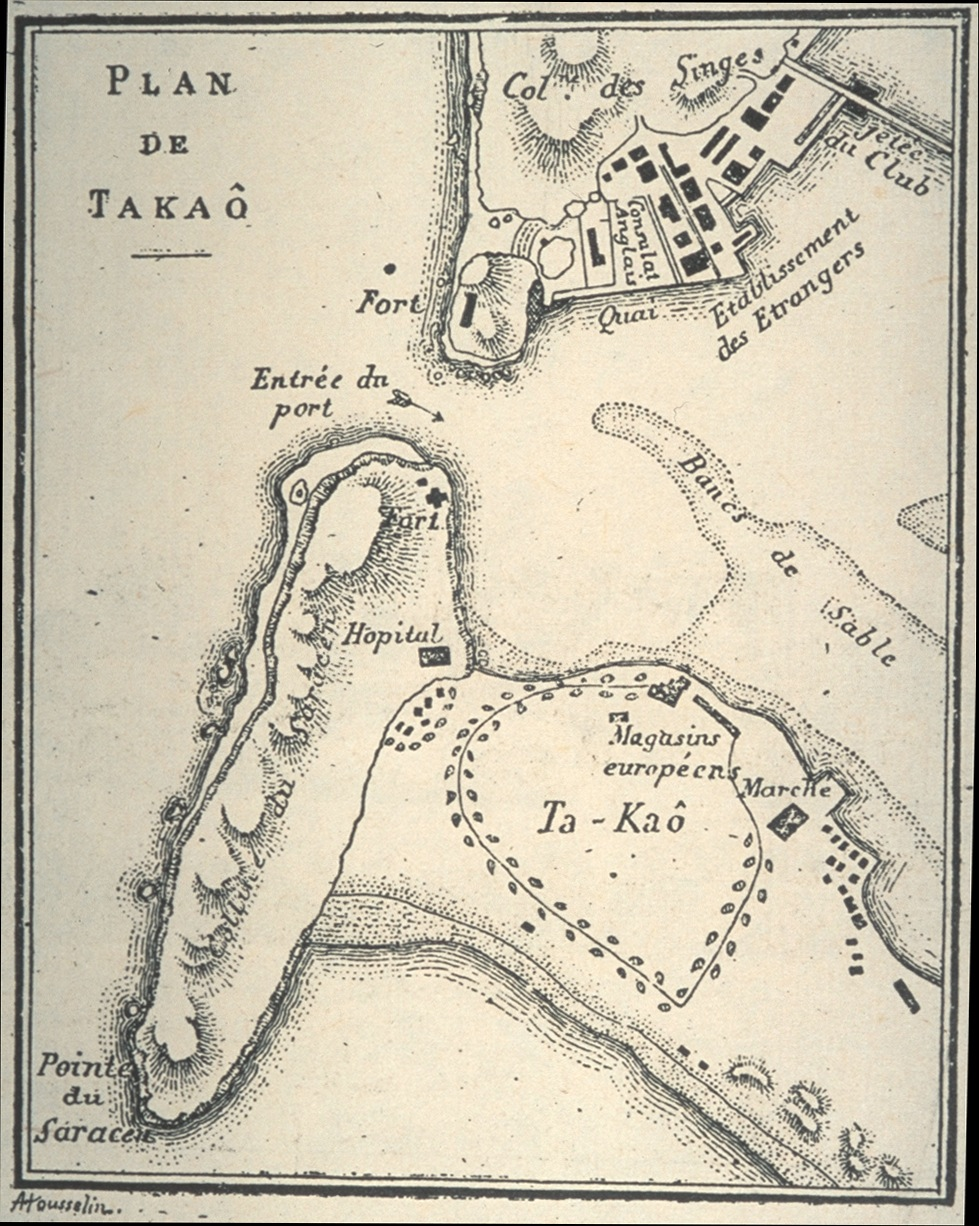
1893年の打狗港地図

清朝による台湾統治が開始されると台南が行政の中心となった。高雄地区は台南に近く、また漁業、塩業、糖業、稲作が盛んであったため「南路米由打狗販運」と称されるようになった。打狗は漁港としての機能以外に、商業港としての機能も有し、清代中期以降に安平港が堆積物により大型船舶の入港ができなくなると、打狗港の商業港としての役割はますます重要性を帯びるようになった。1855年（咸豊5年）、アメリカの威廉安遜洋行が打狗港の建設を条件に通称特権を入手すると、4万5千両を投資し打狗港の近代化が図られ、国際貿易の開端が築かれた。
1860年（咸豊10年）、清朝は北京条約により淡水、鶏籠、安平、打狗の4港の開港を迫られた。1863年（同治）に打狗は正式開港に開港し、翌年税関が開設、これに伴いイギリス領事官も淡水から高雄地区に移転している。

#### 旗后地区
漢人が高雄地区に居住した最初の記録は1673年（康熙12年）のものである。最初の移住者である徐阿華など十数家は次第に勢力を拡大し集落を形成するようになり、1691年（康熙30年）には一定規模の漢人集落となり、戸数も20戸を越え、媽祖宮（現在の旗津天后宮の前身）などを建立していた。1726年（雍正4年）、オランダの宣教師が編纂した台湾の地図には旗后はHandelarrsと、旗后半島はSaracen Headとして出現している。1860年（咸豊10年）に北京条約が締結されると、旗后地区は通商の要衝となり、同治2年には旗后税関分所が設置され、打狗港は国際商港として発展していくこととなる。旗后の通山里一帯は物資の集散場所となり、洋行や商店が並ぶ、当時の高雄地区で最も発展した商業区域となっていた。
電信方面では、牡丹社事件後に丁日昌が旗后を巡視し、光緒3年に電報要電線を95kmにわたって敷設すると同時に旗后分局を設置、台湾の電報局の最初となっている。

### 日本統治時代（1895年 - 1945年）
日本統治時代、高雄の開発は1899年に台湾総督府民政長官であった後藤新平の台湾南部視察により開始された。1900年6月より日本政府は打狗港の調査を8ヶ月の歳月と7800円の経費をかけて実施、気象、地形、地質、潮流など各方面について詳細な資料を作成した。それをもとに日本は積極的に高雄建設を推進し、港湾整備以外に鉄道建設、都市計画などを実施、石油精製、機械、造船、コンクリート等の工業を誘致し、高雄は僅か50年足らずで台湾第二の都市に成長することとなった。

#### 日本統治初期（1895年 - 1919年）
台湾総督府が設置された当初は台湾統治政策は確定されておらず。清朝の制度を参考に1895年6月に3県（台北、台湾、台南）1庁（澎湖）を設置し県庁の下に12支庁を設置した。当時の高雄地区は台南県鳳山支庁に属していた。
日本統治初期、日本人は高雄地区に小規模な港湾都市の建設を計画していたが、1908年に日本東南アジア進出のための基地として近代港湾が設置されることとなった。また1900年に縦貫線打狗-台南間が開業すると、港湾に近い哈瑪星（日本語の「浜線」の音訳）と塩埕埔（現在の塩埕）一帯の開発が急速に進捗し、1941年高雄駅も市内東部に移設され、市街地は東側の大港埔一帯に拡大、これに伴い旗后地区が衰退していった。
高雄港は総督府により拡充工事が行われ、近代化港湾ツォいて対外貿易の経営収支は成長していった。1907年の対外貿易額は1億円を突破、全台湾の貿易総額の半分近くを占めるに至り、1934年には貿易額は2億円を、1937年には3億円を突破している。当時の高雄港は基隆港に次ぐ台湾第2の商港として、日本に対し米、砂糖、バナナ、パイナップル缶詰などの農業製品を輸出し、肥料を主に輸入していた。
教育面では総督府は在1898年に旗后および打狗地区で最初の台湾人を対象とした学校、打狗公学校（現在の旗津国小）を設立した。日本統治初期の旗津は市政上で重要な地位を占めていた。管轄する大竹里内の塩埕荘、烏松、旗津街、中洲および興隆里内の哨船頭街、塩埕埔が位置していた。1920年に高雄街が設置されると街役場は哨船頭に設置され、その後10年にわたり旗后が高雄市政の中心地となっていた。1925年に日本式地名への改称が行われた際には旗津には旗津、平和、緑の3町が設置されている。
工業面では高雄の工業は伝統的な製糖業が中心となっていた。日本統治初期、打狗港建設および製糖業への需要から近代的な機械工業が萌芽した。1915年、島内の近代建築の需要に応えるべく、寿山に浅野セメント株式会社が石灰石の採掘に着手し、半世紀を越える高雄のコンクリート製造業もこの時代に基礎が築かれている。

#### 高雄州の設置（1920年 - 1945年）

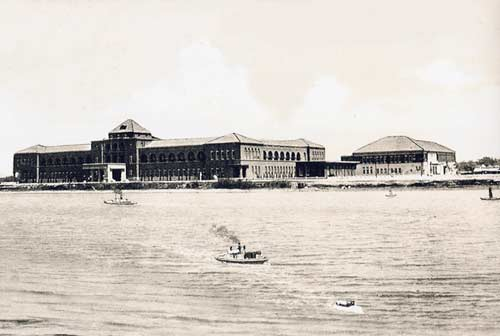
高雄州庁

1920年（大正9年）10月、第8代総督田健治郎は再度行政区の調整を行った。庁を廃止し州を設置し、西部10庁は台北、新竹、台中、台南、高雄の5州となった。また打狗（台湾語でターカウと発音）を日本語で音の近い高雄に表記を改め、初めて「高雄」という文字が表製区画に登場している。高雄州は下部に高雄、鳳山などの8郡を設置し、6街、44庄および126社（山区）を統括し、現在の高雄市、高雄県、屏東県を管轄した。州署は高雄街（現在の高雄地方法院に）設置された。1921年、高雄の都市計画は拡大され、総督府は高雄市の前鎮三塊厝以東血地区を工業地帯とし、高雄地区の工業の発展が促進された。

#### 高雄市時代（1924年）
1924年（大正13年）、高雄郡街が廃止となり州轄市制が施行、高雄地区には高雄市が設置され、市役所が現在の鼓波街代天宮跡に設置された。1939年、市役所が塩埕埔栄町の高雄市政府旧庁舎（現在の高雄市立歴史博物館）に移転された。州設置期には3万5千人であった人口が1940年になると16万人に急激に増加し台湾第二の都市として急成長した。
1937年、高雄港第二期工事が完成すると、軍需に応えるべく石油精製所、造船所、製鉄工場、硫酸亜鉛工場、肥料工場、製紙工場などが建設され、初期段階の重工業化が実現している。日本アルミ産業株式会社や南日本化学工業株式会社などの重工業が高雄市に集中し、岡山の武智鉄工所および中国鉄工所なども日本海軍の航空機製造の目的で設立された。日本統治末期の重工業化は高雄地区の重工業を基礎を構築したが、戦争末期はアメリカ軍による空襲により高雄港を中心に甚大な被害を受けている。

### 中華民国統治時代（1945年以降）

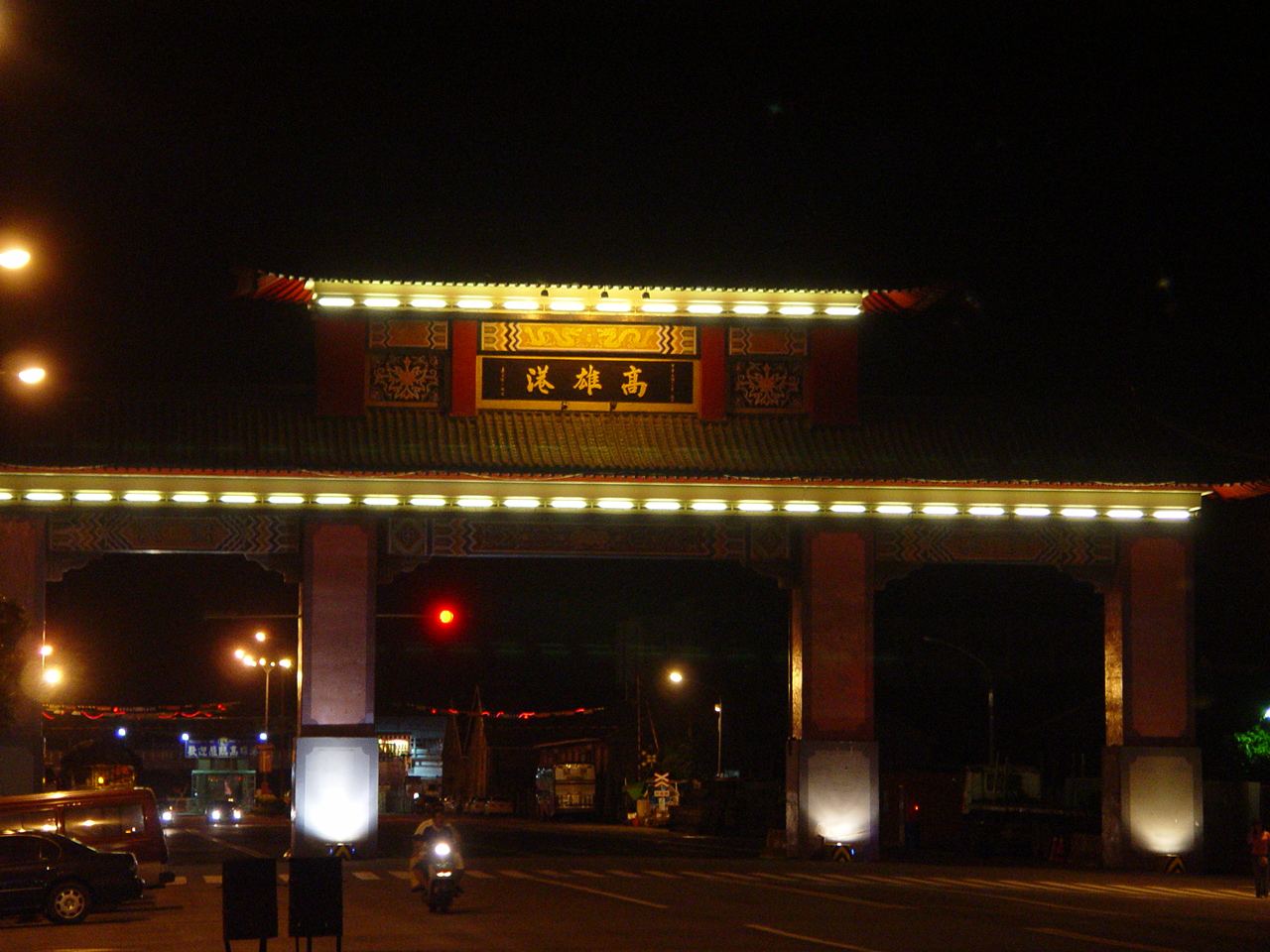
高雄港大門

#### 省轄市時期（1945年 - 1979年）
日本の敗戦により台湾は中華民国に接収されることとなった。1945年11月8日、台湾省行政長官公署は連謀を派遣し高雄市を接収、12月6日に高雄市政府が正式に成立し連謀は初代市長に就任した。1946年1月、行政区域の再編が行われ塩埕区、鼓山区、左営区、楠梓区、三民区、新興区、前金区、連雅（1952年に苓雅と改称）、前鎮区、旗津区が設置された。1947年5月、台湾行政長官公署は省政府に改称されると高雄市も台湾省政府の管轄となり省轄市となった。
戦災により重大な被害を受けた高雄港は、高雄港務局により1945年から1952年にかけて障害物の除去と埠頭の再建事業を展開した。さらに日本が建設したアルミ、肥料、コンクリート、石油精製、鉄鋼、機械などの産業を接収・復興させ、前鎮港区一帯は工業地区としての景観を取り戻している。1953年より国民政府は第一期四年経済建設計画を発表、高雄市を工業経済発展のための重点地区と策定した。1958年には続いて高雄港十二年拡張計画を発表、高雄港臨海工業区の建設が着手されている。1962年以降は外国資本を受け入れ、また高雄港には「加工輸出区設置条例」の対象とするなど工業化のための政策が実施された。1966年にはその高雄臨海工業区および高雄加工輸出区第一期工事が完成、その後は大型造船所、製鉄工場、石油化学コンビナートが相次いで建設され、1970年代以降は台湾における重工業地帯としての高雄の地位を確立した。これらの工業化の過程で高雄市の開発も進み、駅を中心に南北および東方向への都市化が進んだ。

#### 直轄市時代（1979年以降）

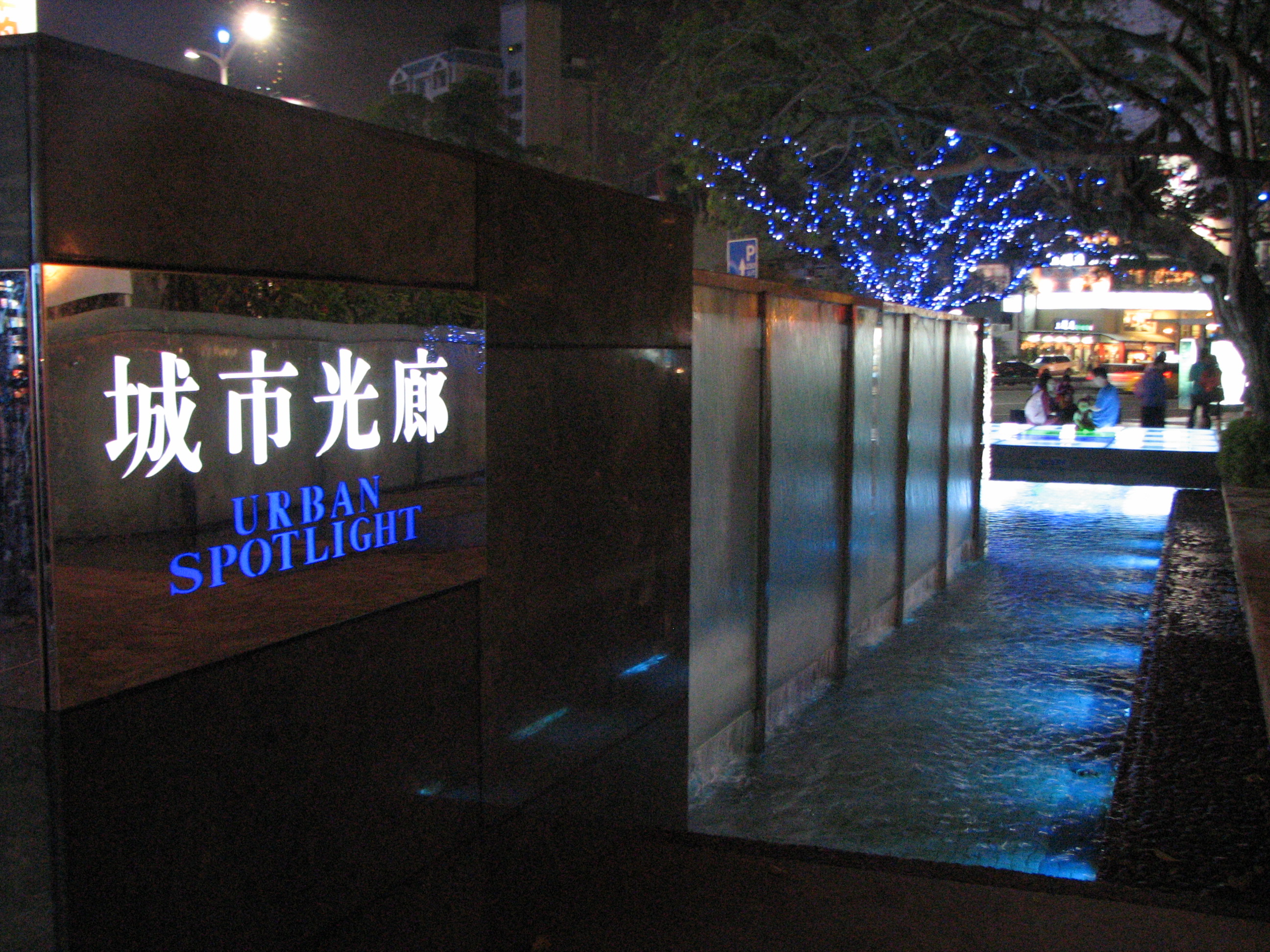
城市光廊

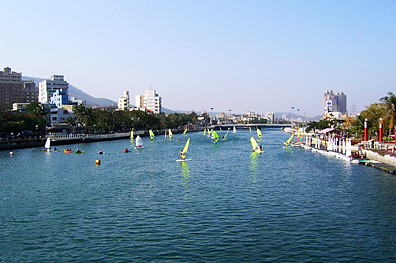
愛河の帆船

1979年以降高雄市の人口は100万人を越えた。7月1日より中華民国政府は高雄県小港郷を高雄市に編入することを決め小港区を設置、同時に高雄市を台湾第二の直轄市に定めた。
同年12月10日、高雄で美麗島事件が発生した。事件現場は高雄市中心の新興園環、大港埔園環、中山一路周辺であり、その事件発生現場から高雄事件と称されることもある。この政治事件はその後の台湾の政治に大きな影響を与えている。
2000年以降は愛河および前鎮運河の整備事業を完了、高雄市は「工業の重鎮、文化の砂漠」との印象を打破すべく各種文化、レジャー設施の整備に尽力していくことになる。これらの文化活動により2005年5月には2009年に開催されるワールドゲームの開催地に選定されている。
2009年8月8日に上陸した平成21年台風第8号では小林村が土石流に流されて400名余りの村民が行方不明になるなど、類を見ない災害が発生した。
都市の発展では大規模商圏（三多商圈、新堀江商圈等）が次々と誕生したほか、愛河凹子底段北側の地区の開発計画もある。また城市光廊、紅毛港文化園区などの観光地も現在整備中であり、捷運、鉄道軌道の地下化も行われ、高雄市は文化都市としての変化過程にある都市と言えよう。

## 政治事件と地方政界

### オランダ統治時代の反蘭闘争
1652年（永暦6年）、郭懷一が台南でオランダに対する叛乱を起こし失敗、戦死している。その残党の一部が現在の高雄市岡山区逃れ、更にその地で敗れたものが内門に逃れ開墾に従事した。

### 清統治時代の反清闘争
- 1721年（康熙60年）、清朝官人の重税に苦しむ民衆の叛乱が発生した。鴨母王朱一貴（中国語版）事件と称されるこの叛乱では岡山鎮を占拠した後、台南府城を陥落させ朱一貫は中興王を自称した。しかし内部対立によりまもなく崩壊し、叛乱は失敗に終わった。[19]

- 1732年（雍正10年）、彰化大甲西荘で土蕃騷動が発生した。鳳山の呉福星は清朝の軍勢が討蕃のため北に向かった間隙を利用し頭山、赤山などで叛乱を起こし、鳳山の攻撃を計画した。反乱軍は岡山旧汎塘を焼き払い、旧券城埤頭を攻撃、万丹巡検署などが殺害された。しかし間もなく叛乱は平定されている。

- 1770年（乾隆35年）、善化地区の黄教教徒による叛乱が発生している。記録によれば黄黃は牛を盗む盗賊であったが、台湾が清朝に搾取されていることに心を痛め、10月1日に朱一徳を軍師とし陳宗寬、鄭純石などと共に叛乱を岡山にて起こした。翌年3月27日、台湾知府であった鄒應元が率いる兵により李背敗北し、黄教教徒は敗走、その後の消息は不明である。

- 1787年（乾隆52年）、台湾中部で林爽文の叛乱が発生した。左営の鳳山県城（中国語版）を攻撃するが、翌年叛乱は平定されるが、清朝は県治を埤頭街と移転し、鳳山市左営因は旧城と称されるようになった[20]

### 日本統治時代の抗日運動
1897年（明治30年）に林少猫が鳳山、潮州一帯を攻撃、翌年12月には潮州弁務署を攻撃する林少猫事件が発生した。日本側は後壁林（現在の小港）に林少猫が居住を構え開墾、酒造、製糖の特権を付与する招撫策を実施、1899年（明治32年）に林少猫は「帰順」した。しかし1902年（明治35年）5月、日本側の計略により林少猫は殺害された。愛妾の阿春は舌を噛んで自殺した。

### 二二八事件（1947年）
1947年2月28日、二二八事件が台北で発生した。事件は高雄にも飛び火し、3月3日には高雄市内で騒乱と官庁への攻撃が始まった。高雄第一中学（現在の高雄中学）およびその他の学校の学生は自警団を組織したが、軍を攻撃し寿山に撤退させた。市参議院や地方有力者は3月5日に「高雄二二八事件処理委員会」を組織し事態の収束に当たろうとしたが、高雄要塞司令彭孟緝は鼓山一帯での発砲と愛河河畔の高雄市体育場（現在の仁愛公園）への砲撃による示威行動を命じていた。
3月6日、市長である黄仲図を含む協議団は寿山の高雄要塞司令部を訪問したが、軍により拘束され内3名が射殺された。まもなく彭孟緝は全軍に対し市内に突入し叛乱鎮圧を命令。軍を3路に分かち高雄駅、第一中学近郊で大規模な民衆に対する無差別発砲を行った。鎮圧行動は3月7日に終了したが、その無差別攻撃から彭孟緝は「高雄屠夫」と称されるようになった。

### 美麗島事件（1979年）
1979年11月30日、「台湾人権委員会」は世界人権デーのデモを行うべく高雄市第一分局にデモ申請を行い、12月10日午後にデモを計画したが、高雄市警察許可が得られなかった。党外活動家は当初の計画に基づきデモを強行することを決定、しかし12月9日に国民党政府は演習を名目に翌10日のでも活動を禁止した。当時『美麗島』雑誌社高雄服務処が「人権座談会」を開催すべく街宣車を利用した広報活動を行っていたが、街宣車は鼓山区にて警察によりとめられ小競り合いに発生、ボランティアの邱勝雄、姚国が逮捕されるに至った。これに対し雑誌社社員および支持者が鼓山警局に集結、警察と民衆の間での小規模な衝突が発生した。邱勝雄と姚国は10日に釈放されたが、この事件を鼓山事件と称す。
鼓山事件に刺激され、世界人権デーのデモに本来積極的に参加する意思のなかった党外活動家が次々に高雄に集結した。12月10日午後6時、デモ隊は出発地点の扶輪公園を目指して移動したが、政府当局により封鎖されていたため、急遽集合地点を中正路新興分局前の大円環に変更しデモが行われた。
デモ隊が円環に集合した後、まず黄信介が談話を発表したがデモ隊は警察に包囲されてしまう。これに対し総指揮の施明徳と姚嘉文が警察との交渉を開始、警察側に元来の集合地点である
扶輪公園を夜11時までの使用許可を求め、警察部隊も現場での治安維持に当たる条件を提示したが、この要求は警察側により拒否されている。午後8時半、警察部隊は集会海上に催涙弾を発射、現場に警民の衝突が発生し、午後10時に警察の応援部隊が到着するとその衝突は更に大きいものとなった。
12月13日より台湾当局は党外活動家の逮捕を開始する。1980年2月20日、反乱罪の罪状で黄信介、施明徳、張俊宏、姚嘉文、林義雄、陳菊、呂秀蓮、林弘宣などが特別法廷に起訴され、その他30数名が一般法廷で追訴された。張徳銘、陳継盛などの協力により弁護活動が開始され、最終的には15名の弁護団が結成、各被告に2名の弁護士をつけての法廷闘争が開始された。結果は特別法廷の8名は全員有罪となり、施明徳が無期懲役、黄信介が懲役14年、その他6人が懲役12年となった。

### 高雄陳氏
高雄陳氏は高雄地区の有力一族である。高雄陳氏の基礎を築いたのは陳中和（1853年—1930年）であり、清代から日本統治時代にかけて高雄地区で企業家・経営者として成功した。1904年当時、陳中和は日本の「米糖王国」政策に応じ、初めての台湾資本による「新興製糖」を設立した。1923年には「陳中和物産株式会社」を設立し、農産物種苗販売、不動産賃貸、精米関連事業、会が院貿易やその他投資事業を行い台湾南部で重要な経済的地位を獲得した。
高雄陳氏は高雄政界にも相当な影響力を及ぼし、陳中和以外に陳啓川、陳啓清、陳田錨などが市政に参与している。また高雄医学院が創立される際には陳氏による寄付が行われ、その校舎の一棟は「啓川楼」と命名されている。陳啓川在は日本統治時代に州議員に選出され、国民政府時代になると1960年から2期にわたって高雄市長を務めている。このほか高雄市議会の前議長である陳田錨もまた高雄陳氏出身の政治家であり、合計5期（22年2ヶ月）にわたって議長を務めると共に、8期（32年1ヶ月8日）の長期にわたって議員を務め、高雄議会の中で最長期間の記録を有している
高雄陳家以外に高雄市の有力一族としては王氏（王玉雲、王志雄、王世雄）、朱氏（朱安雄）、黄氏（黃啓川）等がある。

### 高雄県の政界
第1回高雄県長選挙の際に国民党から立候補した洪栄華、無所属で立候補した陳新安、高雄区水利会の主任委員であった余登発の3派閥が存在した。陳新安は第1回投票で最多得票数を獲得したが、当時の選挙規程では候補者は50%以上の得票により当選と規定されており、第2回投票では余登発陣営の支援を受けたが、2000票差で洪栄華に敗北した。この選挙結果により洪栄華支持者を紅派（洪派）、陳新安支持者を白派と称し二大勢力となり政争を繰り広げた。更に1960年の第4回高雄県長選挙で余登発が当選すると、余登発支持者は黒派と称され、高雄県では三大勢力による政局運営が行われるようになった第14回県長選挙までに紅派が3回、白派が4回、黒派が7回の当選となっている。

## 経済の発展

### 瓦窯
台湾における民間建築は伝統的に紅瓦を用いていた。清朝統治時代は唐山より紅瓦を台湾に輸入していたが、清末になり台湾の人口が急増すると台湾で瓦窯が行われるようになった。台湾南部の瓦窯の大部分は台南県六甲鎮、高雄県旗山鎮渓洲、大樹郷大樹、竹寮両村に分布していた。最盛期人は大樹郷の瓦窯は20か所を越え、生産される紅瓦などの建築資材は高雄、澎湖、屏東、台南に供給されていた。しかし建築工法の変化や新しい建築材料の登場により紅瓦窯は次第に衰退していき、現在瓦窯は僅かに高屏旧鉄橋北側の三和瓦窯の3か所となり、生産される紅瓦も台湾の古跡修復用に主に用いられている。

### 製塩業
高雄の塩田の歴史は鄭氏政権の時代まで溯る事ができる。古くは台湾の塩は中国商人により大陸より輸入されていたが、1661年に鄭氏政権が台湾で成立すると、清朝が台湾に対する経済封鎖を実施し塩の供給が停止する事態となった。参軍の陳永華は台南瀬口地区に海水を引き込み製塩事業を開始し、これが台湾における製塩業の始まりとなった。その後今日の台南県永康市と高雄市塩埕区に洲仔尾塩田と打狗塩田が設置され、民間での製塩業が行われるようになった。清と異なり塩の専売制は採用されず、官衙は塩田の面積により塩埕税を徴収していたため生産量が増大、当時の瀬口塩田、洲子尾塩田、打狗塩田は台湾三大古塩田と称されていた。1895年に日本に割譲されるまでの170年間に高雄地区には瀬西場（弥陀塩田）、瀬東場（大林浦塩田）が設けられ、日本統治時代には更に北門中洲、蚵寮、高雄塩田等が設けられた。
日本統治時代後期は、台湾総督府により1930年代より製塩工業の近代化を図り、日本資本を導入しての
台南四草、布袋新塭、高雄竹滬、七股台区、中寮、頂山、後港などの新式塩田が建設され、また台湾製塩株式会社が台湾人の所有する塩田を購入し大規模化を進めた。これにより台湾の製塩業は民間の小規模生産から台湾製塩、南日本塩業、鐘淵曹達の三社による寡占状態となった。
1945年、終戦により国民政府が台湾を接収した際に日本資本の塩田や製塩会社も接収された。1947年3月12日に塩政条例が公布され本格的な国民政府による製塩事業が開始された。しかし新たに設立された台塩公司は気象条件の制限を受け、また輸入される低価格な食塩との価格競争もあり、2002年5月に製塩事業から撤退、塩田は財政部国有財産局に移管され、ここに台湾の製塩業は終焉を迎えた。

### 沿岸および遠洋漁業

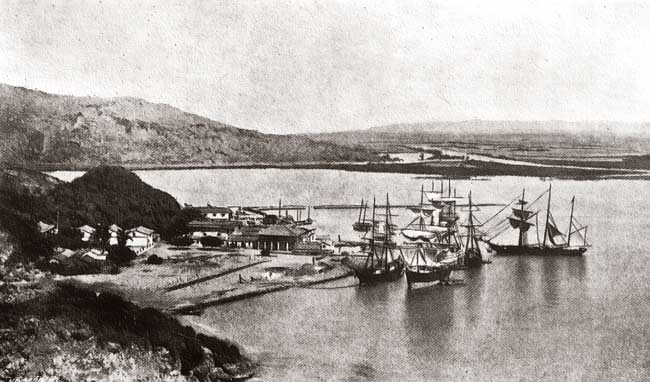
1867年の打狗港

高雄は黒潮が流れ、また西部には澎湖水道が位置する好漁場に近く南台湾の主要な漁業基地となっている。古くから近海でのマグロ、カジキ、トビウオなどが水揚げされ、冬季のボラはカラスミの原料として特に知られている。オランダ統治時代より高雄は漁業基地としての性格を有していた。しかし当時は小船を利用しての沿岸漁業が中心であり、水揚げされた魚介類は紅毛港や旗后などの魚市場で売られていたに過ぎない。
日本統治時代の1912年（大正元年）、高雄港の第一期築港工事が完成すると、哨船頭運河周辺は大型漁船が停泊可能となり、また魚市場や燃料補給所、船舶整備工場、製氷工場、冷凍庫が設置され、高雄地区の漁業は哨船頭運河口に集中するようになった1919年（大正8年）には鼓山魚市場と哨船頭対岸の哈瑪星船着場が完成、1927年（昭和2年）には50t以下の漁船150隻の収容が可能な鼓山漁港が完成すると、哨船頭に代わり哈瑪星が漁業の中心へと変貌した。
1924年（大正13年）の統計によると、高雄地区の竹筏は310余隻、帆船50余艘、発動機付漁船12隻のみであり、その漁獲量は限定的なものであったが、総督府および高雄州などにより漁業振興政策が実施されると急速な発展を見せ、1933年（昭和8年）には動力漁船202隻、日本型帆船41隻、中国型帆船24隻、竹筏643隻となっている。このうち動力漁船および日本型帆船の多くは沖縄漁民の所有であった。
日本の敗戦に伴い、1946年には国民政府による「高雄漁業会」接収が行われ「高雄市漁会」と改編された。1948年には漁会信用部による会員に対する融資事業が開始され、漁船などの設備更新が実現し台湾の漁業の近代化が行われた。1951年以後、アメリカからの支援を受けた国民政府は鉄鋼船の建造を進め、高雄を国際漁業基地として発展させ、遠洋漁業が実施されたことでマグロとスルメイカの主要な水揚げ国へと変貌した。
これら遠洋漁業の発展にともない大型漁船が増加し鼓山漁港の収容能力に限界が生じてきた。そのため1963年かた1967年にかけて前鎮地区に新たな遠洋漁業基地の計画が立案され、1975年に高雄港第二期工事が完了、大型漁船は前鎮漁港を基地とするようになった。1986年には前鎮漁港の学長工事が実施され、100t以上の大型漁船600隻の収容が可能となり、製冰区、冷凍加工区、修理区、水産物加工区、漁具提供区、倉庫区、商業区、燃料タンク、魚市場、漁民福利センター等の設備が完備され、台湾最大の漁業センターに変貌している。
遠洋漁業の発展に対し、沿岸漁業は過度な捕獲の影響により漁業資源の枯渇、加えて漁業従業者の不足もありその漁獲量は漸減し、鼓山魚市場を利用する漁船も減少している。1984年、高雄区漁会が前鎮漁業大楼に移転した後は漁業関連の企業も移転または廃業し、鼓山魚市場は急速に衰退していった。近年高雄市政府は哨船頭碼頭を観光地区として再開発する計画を発表している。

### 農業

#### 製糖業

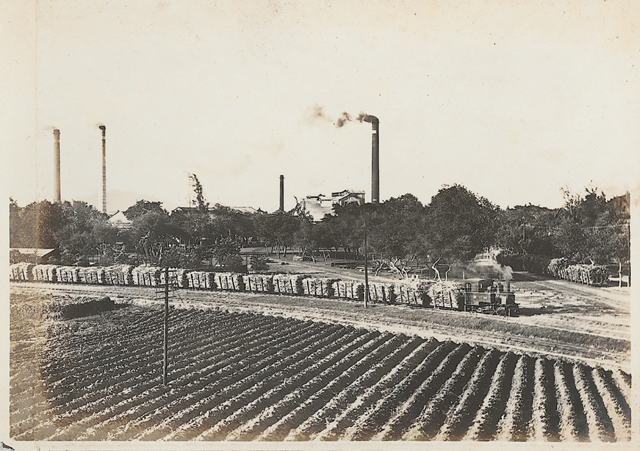
日本統治時代の橋仔頭製糖工場鐵道。

台湾南部での砂糖貿易は19世紀初頭に隆盛を極めた。当時の貿易相手国は中国であり、毎年の砂糖の貿易額は50万メキシコ銀貨に及んだとされる。高雄開港以前にアメリカの羅賓内洋行（Robinet & Co.）が設立されると、1854年から1857年までに香港のアメリカ商会Gideon Nye & Co.と協力し、台湾府より樟脳の専売権を獲得すると共に、高雄地区に進出し茶葉、砂糖、豆類の貿易を行っていた
またCrosbie船長も1855年に高雄に進出、台湾府の支援を獲得して砂糖および米の貿易特許を書くとくした1855年7月28日の『サンフランシスコ・デイリー・ヘレイド（San Francisco Daily Herald）』によれば米と砂糖は100袋1ドル、阿片が1包み50セントの価格であった。
日本統治時代の1901年、総督府は後藤新平の主導の下三井財閥および鈴木藤三郎などの資本と400名の技術者を導入して橋仔頭に新式製糖工場を設立、短期間に生産量を10倍に増大させた。また第一次世界大戦の影響で台湾の砂糖の国際価格が良好なこともあり、1920年代にかけて台湾製糖業の最盛期を迎え、日本の経済を支える重要産業と貸し、また橋仔頭に土地、農業、工場、交通、金融等などの各方面での経済発展が見られた。しかし当時の甘蔗の買う付け価格は製糖工場側が決定しており、買付け価格が抑えられた甘蔗農家の生活は困窮していた
1900年、橋仔頭製糖工場施工前、総督府は駅や郵便局などのインフラを整備し、橋仔頭地区に交通革命を与えた。1901年2月、台湾初の全鉄筋構造による製糖工場が操業開始すると、道路や鉄道貨物支線などの整備が行われた。1903年、牛の牽引による軽便鉄道が橋仔頭に敷設され、4年後には甘蔗専用の五分仔鉄道として正式に開業した。1904年当時、高雄陳家が日本の「米糖王国」政策に協力し、自ら台湾資本として初めての製糖工場を設立している。更に1905年には橋仔頭地区に電話が開通、1907年には橋仔頭の第二製糖工場が設立され、その翌日には台湾初のアルコール工場が製造されている。1909年には工場設備の維持更新を目的に橋仔頭鑄物工廠（現在の台湾機械公司）が設立されるなどのインフラ整備が続いた。
それらの製糖工場の中でも旗山地区は製糖の中心を占めた。旗山糖廠は1908年に日本高砂製糖株式会社により設立され、操業初期は毎日1,000tの甘蔗を搾出していた。翌年には塩水港製糖株式会社と合併し合併し台灣製糖株式会社旗尾製糖廠所と改称、同時に白砂糖の製造を開始し日産1,800tを記録した。また1910年には旗山駅が設置され、この地区の砂糖の大量輸送を実現した。
日本統治時代末期、日本の南進政策の一環として台湾の工業化が図られた。その中で製糖関連産業の研究が進み、無水アルコール、パルプ原料、酵母などの副産物に対する需要も高まり、単純な食品工業としての製糖業から化学工業へと転換されていった。1944年（昭和19年）、鳳山小港に東亜製紙株式会社が設立され、台湾製糖株式会社後壁林工場から提供される砂糖の搾りカスを利用した製紙事業が計画されたが、これは米軍の空襲により稼動するにいたらなかった。
戦後の台湾では、政府により「南糖北米」政策が推進され、砂糖は当時の台湾で貴重な外貨収入源となり、戦後の台湾経済の復興と発展に大きく寄与した。しかし1960年代から産業の転換が開始され、また1966年に砂糖の国際価格が暴落したことから、台湾の製糖業は次第に衰勢となっていった。

#### 稲作
高雄件の美濃および旗山は高雄地区の穀倉地帯と称されていた。清朝統治時代の美濃地区では龍庄水圳と中圳埤の2系統の灌漑施設が利用されていた。龍肚水圳は1738年（乾隆3年）に龍肚庄の鍾丁伯により開鑿され、その工事費用は龍肚河辺寮、横山庄などの農民により拠出され、灌漑対象田地は数百甲に及んだ。中圳埤は1828年（道光8年）の大雨の際に羌仔寮渓と大坑渓の洪水に拠り出現した湖を美濃庄から月光山の田地に供給したものである。
清代の美濃地区の水稲栽培は一部の地主が農地を小作農に貸し出しており、小作料は歩合制とし地主に収穫の15%から20%を納入するシステムであった。しかし清末には納入比率は60%にもおよび、また客家系移民の増大により耕作可能農地が不足し、光緒年間には米不足が経常的な問題となっていた。
日本統治時代の1898年（明治32年）、総督府は小作制を廃止し、代わって『台湾地籍規則』と『土地調査規則』を公布、1904年には総督府は美濃地区での土地測量を実施している。また1908年（明治41年）には竹子門水力発電所を建設した際、発電後の水を農業用水とする計画を策定、美濃地区に獅子頭圳を開鑿し付近の44余甲の田地への灌漑を行っている。その後水路の延長工事が行われ、現在の「導水幹線」、「第一幹線」、「第二幹線」、「拡灌幹線（竹頭角幹線）」、「農地重画圳路」の5系統に整備されている。
獅子頭圳の建設と同時に、総督府は荖濃渓北岸に1,300mの堤防を建築し、洪水被害が頻発していた美濃南隆地区への防水対策を実施した。1921年（大正10年）、美濃水稲栽培面積共は4,600甲、農家数3,975戸と旗山地区の2倍もの規模に成長していた。1926年（大正15年）からは日本内地より蓬萊米が導入された。しかし病虫への抵抗力が弱く、また栽培法が浸透しておらず生産量が低かったため、作付面積はある程度のものでしかなかった。
1931年（昭和6年）、総督府は亀山圳を開鑿し南隆農場区域内の540甲の田地への灌漑を開始した。また農業指導の効果もありこの頃から蓬莱米の作付け面積が増加している。1937年（昭和12年）の美濃庄の農業生産額は1,901,624円に達し、その中で稲作は1,726,692円と農業全体の90.8%を占めていた。
日本の敗戦により国民政府が台湾を接収すると、国民政府は食糧品を廉価に押さえ市場をコントロールする政策が採用された。それと同時に1949年以降三七五減租、公地放領、耕者有其田等の土地政策が実施され、美濃地区で74%存在した小作人は、一連の土地改革で自作農が78%を占めるに至った。
しかし台湾の工業化を推進するために、廉価な労働力の確保と工場労働者の生活維持のために米価を廉価に設定していたため、米価は経済成長と不均衡となり、多くの農家が水稲栽培での生計維持が困難となった。1966年に高雄加工輸出区が設置されると、美濃農業人口は僅か11,156人となり、主に女性が農業を行い、男性は工場労働者への次第に転換していった。また品種改良の成果で収穫量が増大、過剰生産となった水稲は1984年から転作政策が行われ、美濃地区の水稲栽培面積も次第に減少した。1976年には7,927エーカーを記録した水稲栽培面積も1994年には3,860エーカーとなっている。また2002年、台湾は正式に世界貿易機関に加盟したことにより、美濃地区も国際価格競争にさらされ、今後は更に農業が衰退していくことも予想されている。

#### タバコ
日本統治時代、日本は台湾にタバコ栽培を導入し、その主要な産地に高雄美濃、花蓮県があった。タバコ栽培は大量の日本人移民をもたらした。総督府はタバコに対し専売制を導入し、台湾のタバコ産業を保護した結果その生産量は急激に増加、特に美濃地区は台湾でのタバコ生産量の25%を占めるに至った。しかし1970年代になると産業構造の変化によりタバコ栽培農家が減少していくこととなった。
美濃におけるタバコ産業の代表的な人物として林春雨がいる。林春雨は1939年（昭和14年）にタバコの作付けを開始、終戦後の最盛期には20甲の土地での栽培および燻製を行い当時の美濃地区での有力者となっていた。

#### バナナ
台湾のバナナは大陸より導入されたものであるが、1960年代から1970年代にかけて台湾の経済の中で大きな役割を果たした農産物である。日本統治時代には既に南部を中心とする台湾全域でのバナナ栽培が開始され、高雄地区では旗山地区での栽培が台湾最大の規模となっており、「バナナ王国」と称されていた。1909年（明治42年）のバナナの生産量は僅か6.322tであったのが、1935年（昭和10年）になると117.30t、1967年には382.051tとなっておりその多くが輸出され、当時の貴重な外貨収入源となっていた，しかし1967年に黄葉病が発生すると台湾のバナナ産業は大きな被害を受けることとなった

### 商業

#### 堀江商圏
ベトナム戦争中（1964年—1969年）、塩埕区の七賢三路塩埕国小は高雄市の西門町と称された堀江商城が存在していた。堀江地区は日本統治時代に愛河に頭前、後璧の架渠が建設されたことに由来する。高雄港築港計画が実施されると後壁は埋め立てられたが、それに代わる排水施設が必要となり現在の七賢三路と瀬南中街付近に水路を掘削、塩埕南北を連絡する小運河が開通し堀江称された。1938年に堀江町に商店街が誕生、国民政府時代になると堀江は暗渠化され大溝頂と称されるようになると、南部地区の住民が移住してくるようになった。戦後の混乱期で台湾では物資が欠乏しており、同時に政府による出国および外貨制限を行った結果、一般の商店での輸入品の入手は困難となった。しかし堀江商城では高雄港に隣接し、そこに入港する船舶の船員が持ち込む商品が流入し、密輸品はが集中、台湾南部で有数の外国製品の集散地となった。その後大溝頂一帯（五福路から大公路一段）の違法建築の撤去が進むと、その地の商店が現在の商城に移転するなど商業地域として右割ったが、高雄市の行政中心が塩埕から移転したことにより、大新百貨を中心とする堀江商圏から東の新興区の大統百貨および新堀江購物中心を中心とする五福商圏へと移った。堀江商場は既に商業地としての活気は無く、また人口も減少し昔日の反映の面影が残る地域となっている

#### 地下街
1978年、台湾最初の地下街として高雄地下街が旧市政府に面して建設された。3層より構成され、敷地面積は3万坪、商業地として活気を失っていた塩埕区の再開発の目玉として計画された。しかし1980年代より治安の悪化が振興し、1989年12月18日の火災により焼失すると、高雄市政府は地下街を取り壊し公園として再開発を行った。

#### 大統、玉竹と新堀江商圏
1971年、大統百貨が高雄市新興区に開業すると、それを中心とした玉竹商圏および新堀江商圏が形成された。しかし1995年の大統百貨の火災以降は大統商圏の集客力は減少し、それに伴い新堀江商場と玉竹街の衰退が始まった。新堀江商場は大統商圈に隣接することで集客力を維持し、元来は海外製品の販売を行っていた堀江商場が移転したものであり、商場には1から2坪の小規模店舗が集中している。新堀江商圏は高雄市政府の支援の下、周辺に映画館、三商百貨を整備しファッションや雑貨、飲食店などが並ぶ車両進入禁止ショッピングエリアとし再開発が行われた

#### 三鳳中街
三鳳中街は高雄市建国三路の北、縦貫線以南の地域に位置し、日本統治時代は三塊厝と称される雑貨販売業者が密集する地域であった。台湾では除夕に春節を迎える準備で買い物をする習慣があり、三鳳中街はこの時期にかなりの人出となり、台北市の迪化街と並び称されている。近年は量販店などの進出もあり三凰中街の人出も以前ほどで無くなり、これに対応すべく各商店による「三鳳商機促進会」が組織され、景観や各種ハードの整備を行い観光地区化されるための方策が採用されている。

### 工業

#### コンクリート業
コンクリートは1867年頃に台湾に導入され、当初は紅毛土と称されていた。近代的なコンクリート産業は1910年5月、浅野セメント株式会社が台北府前街に台湾出張所を設立し小田耕治が所長として就任したことに始まる。小田は台湾での工場設置を目的に1912年（大正元年）にコンクリートの原料調査を行い、台南庁打狗山（現在の高雄寿山）に有望な石灰石を確認した。1917年、浅野セメント高雄工場が寿山東側に建設され、台湾最初のコンクリート向上として年間3万tの生産を開始した。
高雄地区で生産されるコンクリートは台湾のみならず福州、廈門、汕頭、香港、南方地域へと輸出され、その需要に対応すべく1930年および1943年に拡張工事を行い年間36万tの生産を達成した。
戦後国民政府により浅野セメントは接収され台湾水泥公司が成立した。しかし戦後の生産量は9万tまで落ち込んでいた。生産増大を図る台泥公司は原料および製品の輸送を目的に愛河沿いに鉄道を敷設するなどのインフラ整備を進めた。1954年から1974年までの20年間に、台泥公司が民営化された以外に永康、嘉新、建台、東南、啓信、亞洲、環球、正泰、信大、力霸、南華、欣欣、幸福の13企業がコンクリート製造業に参入、競争が激化するとともに、高雄地区での資源の枯渇を招いた。1991年、西部資源の枯渇を理由に政府はコンクリート産業の東部移転を決定し、高雄地区でのコンクリート業は終焉を迎えることとなった。

#### 造船業
1937年6月、三菱重工業株式会社の投資により高雄に台湾船渠株式会社が設立され、高雄における造船業が開始された。戦後国民政府により台湾が接収された1946年5月、台湾船渠と同じく高雄の株式会社台湾鉄工所、東光興業株式会社が統合され台湾機械造船公司が成立した。1973年7月には中国造船公司が成立、小港区の臨海工業地域に十大建設の一つとして造船所の建設が開始され、1975年の工場落成と同時にアメリカからのタンカー造船を術羽している。1977年7月に中国造船公司は国営に改編され、2007年3月3日に台湾国際造船公司と改称され現在に至っている。

#### 鉄鋼関連産業
高雄市は台湾における鉄鋼産業を初めとする工業の中心地域である。1900年、台南府より打狗までの鉄道の開通に伴い高雄地区の近代化が始まり、翌年、三井財閥が高雄県橋子頭に近代的な製糖工場として台湾製糖株式会社を設立すると、その工場設備の維持修理の必要性から1912年に打狗鉄工所が設立され屋。また1940年には唐栄により台湾最初の民営の唐栄鐵工所が設立され、くず鉄を原料に電気炉による製鉄事業を開始、最盛期には唐栄鉄工所は全台湾の圧延鉄鋼の50%を郷っ給していた。
このように鉄鋼関連産業が萌芽した高雄地区であるが、太平洋戦争末期になると高雄港はアメリカ軍の爆撃対象となり大きな被害を受けた。1945年の終戦の際には高雄港内には178隻の船舶が沈没またが擱座していた。翌年よりこれらの船舶のドレージ作業が開始されると、高雄はこれらの船舶を材料とした製鉄業が隆盛を迎えた。1960年に高雄臨海工業区が設立されると、ドレージから製鉄までを一貫して生産する工場が完成、1973年には世界最大のドレージ量を記録した。
1975年、高雄港第二港湾が竣工、10万t以上の大型鉄鉱石運搬船の接岸が可能となり、高雄地区の製鉄産業成長の基礎が築かれた。1977年には中国鋼鉄公司による生産も開始され、民間のくず鉄を利用した製鉄業者も、次第に輸入鉄鉱石を利用した大型製鉄所に変貌していく。大規模蹄鉄所としては盛余、燁興、燁隆などがあり、現在では内需対応から輸出中心の企業として各種製品を生産、台湾政府の支援もあり、高雄地区は台湾の鉄鋼都市として現在も活動している。

#### 石油化学工業
1941年、太平洋戦争の勃発に伴う軍需に対応すべく後勁に石油精製工場を設置し、岡山の航空隊および左営海軍本部への燃料供給を開始した。1944年には第六海軍燃料廠が設置され、現在の高雄煉油廠の前身となっている。
戦後、国民政府は高雄地区の建設事業の一つとして1946年に中国石油股份有限公司を楠梓後勁地区に建設、石油化学工業の発展による台湾経済成長を企画した。1968年4月10日、中国石油は最初の精製プラントを建設、同年10月には高雄港拡張計画に伴い大林埔外洋にパイプラインを設置し、大型タンカーによる原油供給を可能とした。
1970年代より台湾政府は十大建設計画を推進、中国石油は林園に林園廠を増設し、石油化学工業に必要な原料供給の増産に着手した。1975年末には林園、仁大（仁武、大社）石油化学工業区が完成すると、石油化学工業は高雄地区の重要な産業に位置づけられるようになった。その規模はアジアでは日本に次ぐ規模となり、またプラスチックやゴム工業など関連する工業分野の発展も見られた。1981年時、台湾の石油化学工業と関連工業の台湾輸出額に占める割合は16.4％となり、生産額は工業生産額の12％を占めた

#### 加工輸出区
加工輸出区構想は1960年代に登場した。当時の台湾政府は財源不足、外貨不足、高い失業率などの問題を抱えており、欧米や日本の加工業を誘致することでの経済発展を計画した。台湾政府は「外国人投資条例」、「華僑回国投資条例」、「奨励投資条例」など関係法令を整備、自由貿易区と工業区を兼ね具えた加工輸出区を高雄に設置した。設置後僅か2年で80社以上が進出、そのため1968年には楠梓加工輸出区の建設に着手1973年に完成している。この加工輸出区の成功は台湾における高度経済成長を創出した
1987年より、新台湾ドル高と国際市場の変化があり、台湾における労働集約型の産業はその転換を迫られ、加工輸出区内の工場は多くが撤退、より労働力のやすい中国や東南アジアへと移転していった。また1990年代からは台湾内の工場では大量の外国人女性労働者を雇用し、台湾人に代わって生産に従事するようになってきている。

#### 肥料工業
高雄地区の肥料工業の基礎は日本統治時代に建設された硫安工場に始まる。戦後は台湾省高雄硫酸銨公司および台湾肥料股份有限公司が設立され、本格的な肥料の生産が開始された。その内硫酸銨公司は漢陽の兵工廠が解体移設されたものであり、旧高雄鉄工所跡地に台湾最初の肥料工場として無水窒素、硫酸、硫安等を製造、台湾の農業発展に大きく寄与し、当時は台湾鋁業公司とならぶ規模であった。しかし時代と共に産業構造も変化し、硫酸銨公司の経営赤字が増大、また設備も老朽化したことより高雄市に新工場を建設し移転、旧工場跡地は大型ショッピングモールとして再開発された

## 文化芸術
高雄地区は元来文化活動は限定的なものであり、以前は「文化砂漠」と形容されることもあった。しかし近年高雄地方政府および各芸術団体の努力により、1980年代に建設された高雄市立中正文化センター（現・高雄市文化センター）をはじめ、高雄市立美術館、国立科学工芸博物館などの大型施設が整備された。
高雄市立図書館は日本統治時代の「高雄州立民衆教育館」に由来し、1954年5月の新館落成に伴い現在の名称に改称されている。高雄市議会は1995年に文化局設置を議決、2003年に高雄市政府文化局が正式成立すると、それまで教育局が所管していた文化施設が文化局により運営されることとなり、文化都市としての都市建設が進められている。

### 文学
高雄地区を代表する初期の客家作家として鍾理和が挙げられる。1915年、鍾理和は父に従い美濃に移住した。幼少より文学を好み、家庭の支援の下鍾理和は創作活動を続けていく。1946年から内埔で初級中学の教師を務めるが、肺病の悪化のため職を辞して美濃に戻っている。鍾理和の代表作としては『笠山農場』、『奔逃』などがあり、それらは主に『聯合副刊』で発表された。1960年、鍾理和は『雨』の推敲を行っていた際に吐血し45歳で病没した。現在高雄美濃には「鍾理和紀念館」が建設され、館内には鍾理和の手稿や作品のほか、その他の台湾作家の手稿なども収蔵されている。
1950年代より高雄地区では詩社、文学出版社などが設立され、朱沉冬、荘金国、朱学恕、鍾順文などの文学者が登場、台湾本土の詩風を強調した作品を発表した。小説家では郭良蕙が『心鎖』を発表し一時発禁処分になったことがあった。また1965年に高雄左営に移った葉石濤、1952年の楊青矗、1985年に香港から高雄西子湾に移住した余光中などがいる。
2003年、高雄市政府は高雄文学館を設置、高雄と関連する作家の資料の収集と展示以外に、それらの資料をデジタル化する事業に着手している。

### 美術と公共芸術
1952年2月10日に画家の劉啓祥の提唱により高雄地区の画家団体である高雄美術研究会が組織されると、高雄地区の絵画創作は1950年代より大きな発展を見せた。同時に高雄美術研究会は台南や嘉義の画家との連絡し、1953年より定期的に南部美術展覧会（「南部展」）を開催している。
高雄地区の美術館は1985年に計画が策定され、1990年に着工した。1994年に内惟埤に高雄市立美術館が開館している。

### 音楽
1981年、高雄市に市政府に属する「高雄市管絃楽団」が結成され、その後「高雄市交響楽団」、「高雄市実験交響楽団」と改称された。2000年に高雄市音楽館が完成すると、楽団の名称も再び高雄市交響楽団と改称され現在に至っている。
この他高雄市には教師により結成された高雄市国楽団が存在している。1989年に「高雄市実験国楽団」と改称したが、2000年に交響楽団との名称が類似していることより現在の名称に改称された。

### 伝統工芸

#### 番傘
彩色画が描かれた番傘は美濃における客家文化を象徴する工芸品の一つである。古くは客家系集落においては番傘は雨傘、日傘としての用途以外に、婚礼儀式における重要な道具として利用されていた。これは材料となる「紙」が「子」と音が近いことより、新婦に子宝を願う以外に、「傘」の文字の中に「人」が4字含まれていることから子宝を願い、子孫繁栄を願い、さらに傘の形状から円満な生活を送る願いも込められていた。
美濃の番傘製作技術は日本統治時代の大正年間に大陸より林阿貴と呉振興という人物により精緻な技法が伝えられ、1960年代には美濃番傘業は最盛期を迎えた。最盛期には20数社の傘工場が稼動し、年間2万本以上が生産されていた。しかし台湾の工業化が進むにつれ、工場で大量生産される洋傘は価格面と耐久性、携帯性で番傘を淘汰していき、1970年代には番傘は観光用として生産されるようになった。